# ایوان راملجاک
ایوان راملجاک (انگلیسی: Ivan Ramljak؛ زادهٔ ۹ اوت ۱۹۹۰) بازیکن بسکتبال اهل کرواسی است.
وی در مسابقات کشوری و بین‌المللی در مجموع برندهٔ ۱ مدال برنز شده‌است.